# Friedrichstadt (Düsseldorf)
La Friedrichstadt è un quartiere (Stadtteil) della città tedesca di Düsseldorf, appartenente al distretto 3.